# Булева алгебра з двома елементами
Булева алгебра з двома елементами — булева алгебра на булевій множині. Використовується в бінарній логіці.

## Визначення
B - це частково впорядкована множина і елементи цієї множини є також  її  обмежені множини.
Операція арності n це функція  {\displaystyle \ B^{n}\to B}. Булева алгебра складається з двох бінарних операцій і унарної операції. 
Ця алгебра є фундаментом функціонування цифрових дискретних систем. Операція {\displaystyle \lor } в такій алгебрі має назву "логічного АБО" (logical OR), операція {\displaystyle \land } -- "логічного І" (logical AND), а елементам 1 та 0 ставляться у відповідність твердження "істина" (true) та "неправда" (false).

## Деякі основні тотожності
- {\displaystyle 0\lor 0=1\land 0=0\land 1=0}
- {\displaystyle 1\land 1=0\lor 1=1\lor 0=1}
- {\displaystyle 1\lor 1=1}
- {\displaystyle 0\land 0=0}
- {\displaystyle {\overline {1}}=0}
- {\displaystyle {\overline {0}}=1}

Зверніть увагу:
- {\displaystyle \land }  і {\displaystyle \lor }працює так само, як в чисельній арифметиці, окрім того, що {\displaystyle 1\land 1=1}
- обмінявши 0 і 1, і '{\displaystyle \land }' і '{\displaystyle \lor }' отримаємо істину, саме в цьому полягає дуальність

- {\displaystyle A\land A=A}
- {\displaystyle A\lor A=A}
- {\displaystyle A\land 0=A}
- {\displaystyle A\land 1=1}
- {\displaystyle A\lor 0=0}
- {\displaystyle {\overline {\lor }}{\overline {A}}=A}

Виконується властивість дистрибутивності:
- {\displaystyle \ A\lor (B\land C)=(A\lor B)\land (A\lor C);}
- {\displaystyle \ A\land (B\lor C)=(A\land B)\lor (A\land C)}

- {\displaystyle A\lor B={\overline {{\overline {A}}\land {\overline {B}}}}}
- {\displaystyle A\land B={\overline {{\overline {A}}\lor {\overline {B}}}}}

- {\displaystyle \ A\lor B\lor C=B\lor C\lor A}
- {\displaystyle {\overline {A}}A=1}
- {\displaystyle \ A\lor 0=A}